# Bevrijdingsbos

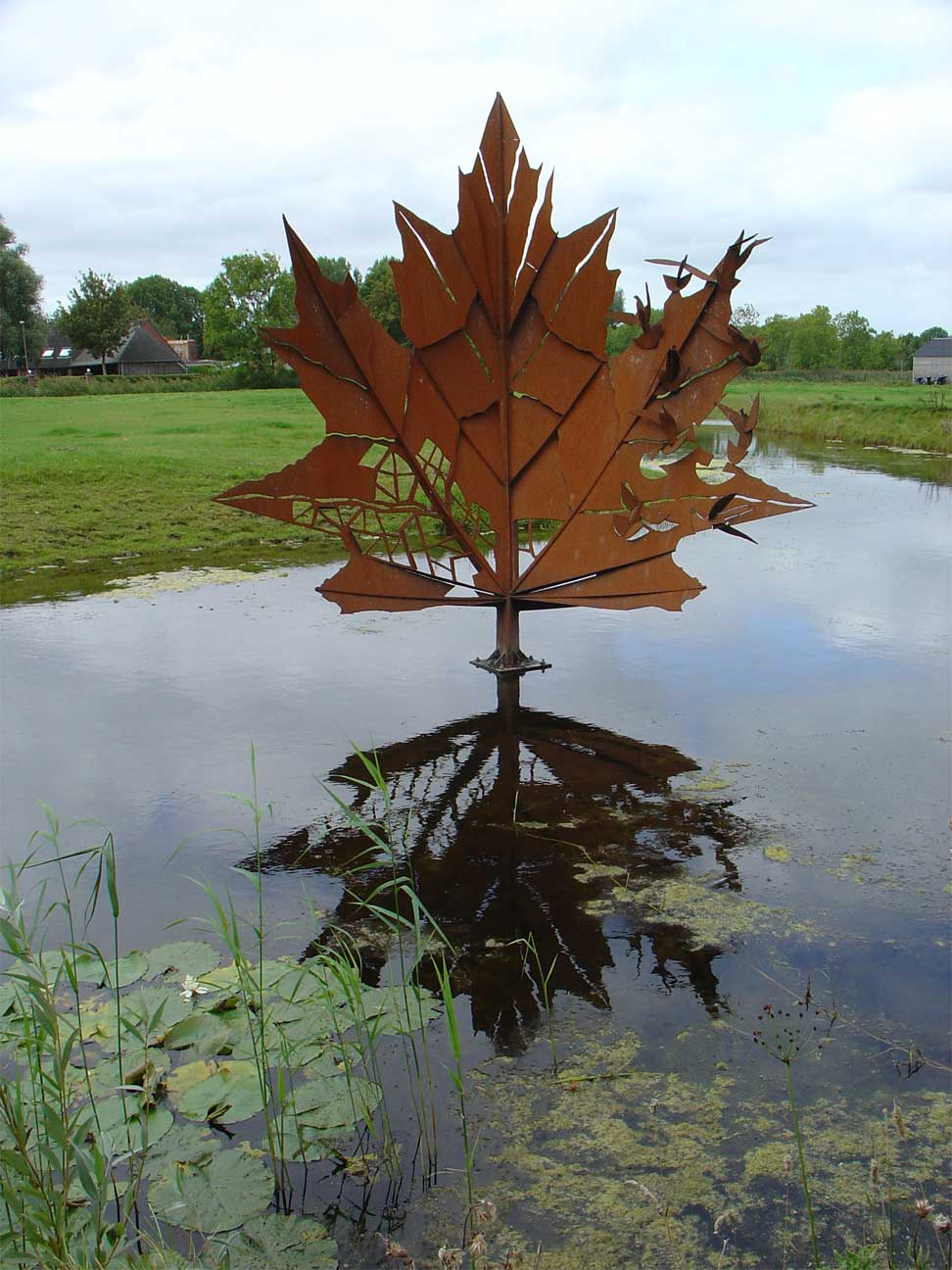
Maple Leaf

Het Bevrijdingsbos is een bos aan de rand van de stad Groningen bij Noorddijk, tussen de wijk Lewenborg en het dorp Garmerwolde.
Het bos is in 1995 geplant bij de 50-jarige viering van de bevrijding van Nederland, als dankbetuiging en eerbetoon aan de Canadese bevrijders van Groningen in april 1945. Er staan 30.000 esdoorns, het blad van deze boom (in het Engels: maple leaf) is het nationale symbool van Canada.

In en naast het Bevrijdingsbos bevinden zich onder andere ook het zogenaamde 'Plein van de Wereld', een informatiebord, een gedenkbank en een gedenksteen met de namen van de Canadese legereenheden die indertijd de Duitsers verdreven.

Door het bos loopt een pad met grote stenen uit 10 verschillende landen, met de Tien rechten van het kind daarop. Het pad eindigt met een steen met het elfde recht: het recht van het kind om vrij en zonder angst buiten te kunnen spelen.